# Aphrophora grisea
Aphrophora grisea är en insektsart som beskrevs av Fowler 1897. Aphrophora grisea ingår i släktet Aphrophora och familjen spottstritar. Inga underarter finns listade i Catalogue of Life.